# 小行星3249
小行星3249（3249 Musashino）是一颗围绕太阳公转的小行星。1977年2月18日，香西洋树、古川麒一郎在木曾町发现了此天体。
該小行星以日本東京都武藏野市命名。
这颗小行星的绝对星等为309.6094426875836等。